# Спектральна класифікація зір

Зорі різних спектральних класів

Спектра́льна класифіка́ція зі́р — класифікація зір за особливостями їхніх спектрів. Спектри зір сильно різняться. Здебільшого вони неперервні з лініями поглинання. Сучасна спектральна класифікація двопараметрична: вид спектра, що залежить насамперед від температури, описується спектральним класом, а світність зорі описується класом світності. Також класифікація може враховувати додаткові особливості спектра.
Основні спектральні класи зір за зменшенням температури, від блакитніших до червоніших — O, B, A, F, G, K, M. Більшість зір, зокрема Сонце, належить до цих спектральних класів, але існують інші класи: наприклад, L, T, Y для коричневих карликів або C, S для вуглецевих і цирконієвих зір. Основні спектральні класи поділяються на підкласи, що позначаються цифрою після позначення класу, від 0 до 9 (крім O, підкласи якого від 2 до 9) в порядку зниження температури. Класи зір вищих температур умовно називають ранніми, нижчих температур — пізніми.
Зорі одного спектрального класу можуть мати різні світності. При цьому спектральні класи і світності розподілені не випадково: між ними є певний зв'язок, і на діаграмі спектральний клас — абсолютна зоряна величина зорі групуються в окремих областях, кожній із яких відповідає свій клас світності. Класи світності позначаються римськими цифрами від I до VII, від яскравіших до тьмяних. Світність зорі трохи впливає на вигляд її спектра, так що між спектрами зір одного спектрального класу і різних класів світності є відмінності.
Спектральні особливості, що не вписуються в цю класифікацію, заведено позначати додатковими символами. Наприклад, наявність емісійних ліній позначається буквою e, а пекулярні спектри позначаються буквою p.
Розвиток спектроскопії в ХІХ столітті дав можливість класифікувати спектри зір. У 1860-х роках одну з перших класифікацій, яка вживалася до кінця XIX століття, розробив Анджело Секкі. На рубежі XIX і XX століть астрономи Гарвардської обсерваторії створили Гарвардську класифікацію, у якій спектральні класи набули близького до сучасного вигляду, а 1943 року була створена Єркська класифікація, у якій з'явилися класи світності і яка з деякими змінами вживається дотепер.

## Спектри зір

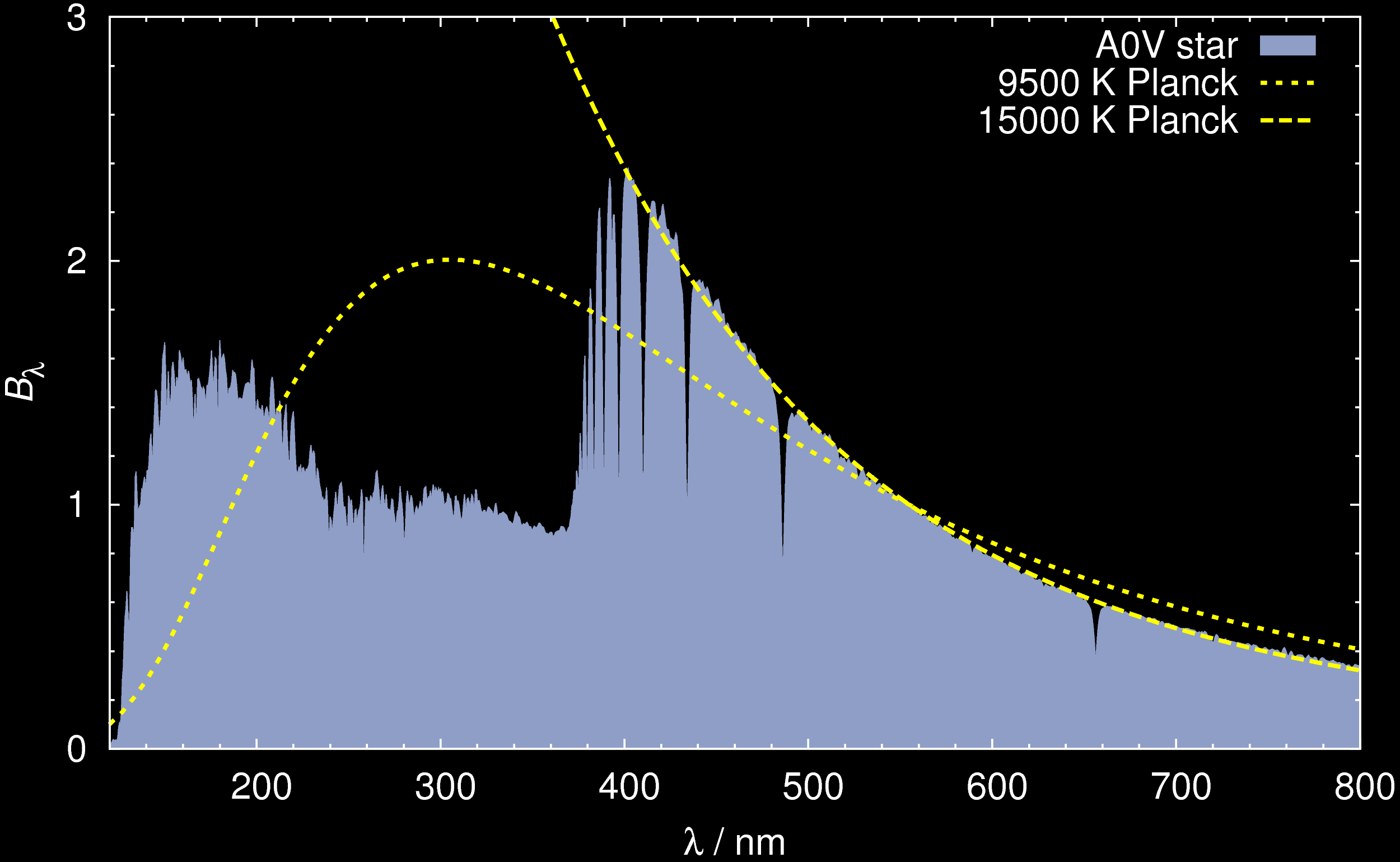
Спектр зорі класу A0V. Пунктиром позначені спектри абсолютно чорних тіл із температурою 9500 K та 15000 K

Спектри зір відіграють дуже важливу роль у визначенні багатьох їхніх характеристик. Спектри більшості зір неперервні з накладеними на них лініями поглинання, але деякі зорі в спектрах мають емісійні лінії.
Дуже спрощено можна розглядати фотосферу зорі як джерело неперервного спектра, а вищі шари її атмосфери — як джерело ліній, але в реальності між ними немає чіткої межі. Як найпростішу модель зорі можна взяти випромінювання абсолютно чорного тіла, спектр якого описується законом Планка, і, навіть коли спектр зорі сильно відрізняється від чорнотільного, для зорі вводять поняття ефективної температури — температури абсолютно чорного тіла тих самих розмірів і тієї є світності, як і зоря.
При цьому виявляється, що спектри зір дуже різняться. У спектрі можуть домінувати короткі чи довгі хвилі, що впливає на колір зорі. Спектральні лінії можуть бути нечисленні, а можуть, навпаки, заповнювати більшу частину спектра.

## Сучасна класифікація
Сучасна спектральна класифікація враховує два параметри. Перший — це власне спектральний клас, який описує вигляд спектра й ліній у ньому і залежить в основному від температури зорі. Другий параметр залежить від світності зорі, і, відповідно, називається класом світності: у зір одного спектрального класу можуть значно відрізнятися світності, причому деталі спектра в таких випадках також відрізняються. Крім того, за наявності особливостей у спектрі зорі, наприклад емісійних ліній? можуть використовуватися додаткові позначення. У класифікації враховуються параметри й особливості спектра не тільки в оптичному діапазоні, а й в інфрачервоному й ультрафіолетовому. Звичайно для практичного визначення класу тієї чи іншої зорі її спектр порівнюють із добре відомими спектрами певних зір-стандартів.
Описана система називається Єркською класифікацією за назвою Єркської обсерваторії, де вона була розроблена, або системою Моргана — Кінана за прізвищами астрономів, що її розробили. У цій системі клас Сонця, що має спектральний клас G2 і клас світності V, записується як G2V.

### Спектральні класи

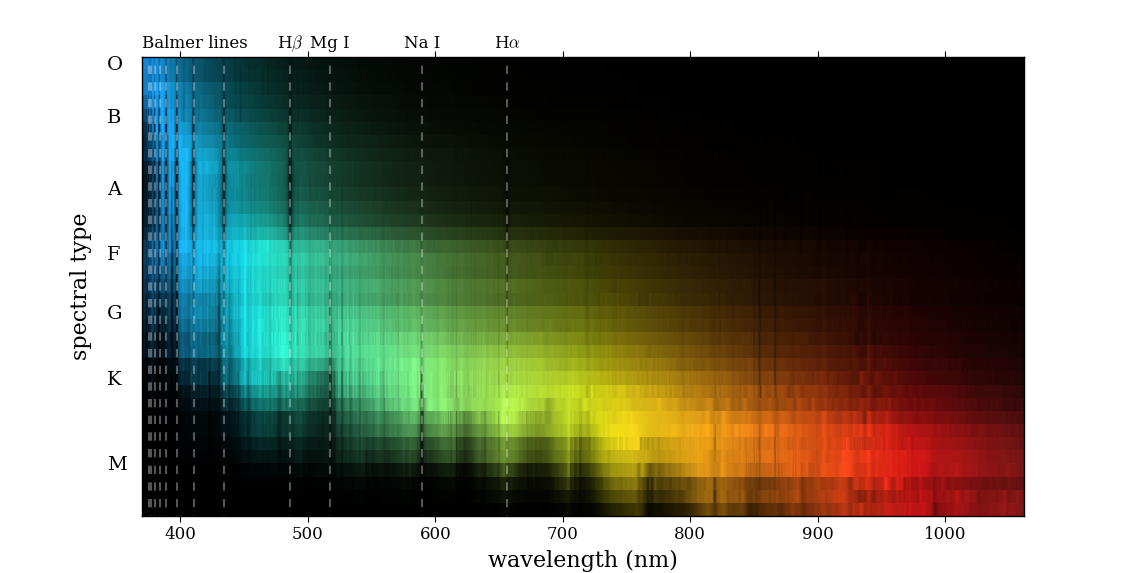
Спектри зір різних класів

Еквівалентна ширина деяких спектральних ліній у зорях як функція спектрального класу чи температури

Переважна більшість зір може бути віднесена до одного з основних класів: O, B, A, F, G, K, M. У такому порядку ці класи утворюють безперервну послідовність за зменшенням ефективної температури зорі і за кольором — від блакитних до червоних.
Кожен із цих класів, своєю чергою, поділяється на підкласи від 0 до 9 за зменшенням температури. Позначення підкласу ставиться після позначення класу: G2. Виняток становить клас O: у ньому використовуються класи від O2 до O9. Іноді використовуються дробові класи, наприклад, B0.5. Більш високотемпературні класи й підкласи називаються ранніми, низькотемпературні — пізніми. За умовну межу між ними може бути взятий клас Сонця G2 або інші класи, також між ранніми і пізніми класами іноді виділяють проміжок «сонячних» класів F і G.
У зір різних спектральних класів виявляються різними не тільки температури й кольори, а й спектральні лінії. Наприклад, у спектрах зір класу M спостерігаються лінії поглинання різних молекулярних сполук, а в зір класу O — лінії багаторазово іонізованих атомів. Це безпосередньо пов'язано з температурою атмосфери зорі: у разі підвищення температури молекули розпадаються на атоми й підвищується ступінь іонізації останніх. На інтенсивність різних ліній також впливає хімічний склад зорі.
Зорі розподілені за спектральними класами вкрай нерівномірно: до класу M належить приблизно 73 % зір Чумацького Шляху, до класу K ще близько 15 %, тоді як зір класу O — лише 0,00002 %. Однак через те, що яскравіші зорі видно з більших відстаней, а зорі ранніх спектральних класів зазвичай і є яскравішими, спостережуваний розподіл зір за класами часто виглядає іншим чином: наприклад, серед зір із видимою величиною понад 8,5m найбільш поширені класи K та A, що становлять, відповідно, 31 % і 22 % усіх таких зір, а найменш поширені класи M та O — їх, відповідно, 3 % та 1 %.
Крім основних спектральних класів існують додаткові класи для зір, яким не підходить описана класифікація. Це, наприклад, класи L, T, Y для коричневих карликів або C, S для вуглецевих зір і цирконієвих зір. Для зір Вольфа — Рає використовують клас W, для планетарних туманностей — P, для нових зір — Q.
Для запам'ятовування основної послідовності в англомовній літературі використовується мнемонічна фраза: Oh Be A Fine Girl (Guy), Kiss Me.
| Клас | Температура, К | Відповідний стандартний колір  | Видимий колір                 | Маса (у сонячних масах) | Радіус (у радіусах Сонця) | Світність (болометрична) | Лінії водню | Частка від усіх зір головної послідовності |
| ---- | -------------- | ------------------------------ | ----------------------------- | ----------------------- | ------------------------- | ------------------------ | ----------- | ------------------------------------------ |
| O    | ≥ 33 000       | Синій                          | Синій                         | ≥ 16                    | ≥ 6,6                     | ≥ 30 000 L☉              | Слабкі      | ~0,00003 %                                 |
| B    | 10 000—30 000  | Від синього до біло-блакитного | Біло-блакитний                | 2,1—16                  | 1,8—6,6                   | 25—30 000 L☉             | Середні     | 0,13 %                                     |
| A    | 7500—10 000    | Білий                          | Від біло-блакитного до білого | 1,4—2,1                 | 1,4—1,8                   | 5—25 L☉                  | Сильні      | 0,6 %                                      |
| F    | 6000—7500      | Біло-жовтуватий                | Білий                         | 1,04—1,4                | 1,15—1,4                  | 1,5—5 L☉                 | Середні     | 3 %                                        |
| G    | 5200—6000      | Жовтий                         | Жовто-білий                   | 0,8—1,04                | 0,96—1,15                 | 0,6—1,5 L☉               | Слабкі      | 7,6 %                                      |
| K    | 3700—5200      | Помаранчевий                   | Жовто-помаранчевий            | 0,45—0,8                | 0,7—0,96                  | 0,08—0,6 L☉              | Дуже слабкі | 12,1 %                                     |
| M    | ≤ 3700         | Червоний                       | Помаранчево-червоний          | ≤ 0,45                  | ≤ 0,7                     | ≤ 0,08 L☉                | Дуже слабкі | 76,45 %                                    |

### Класи світності

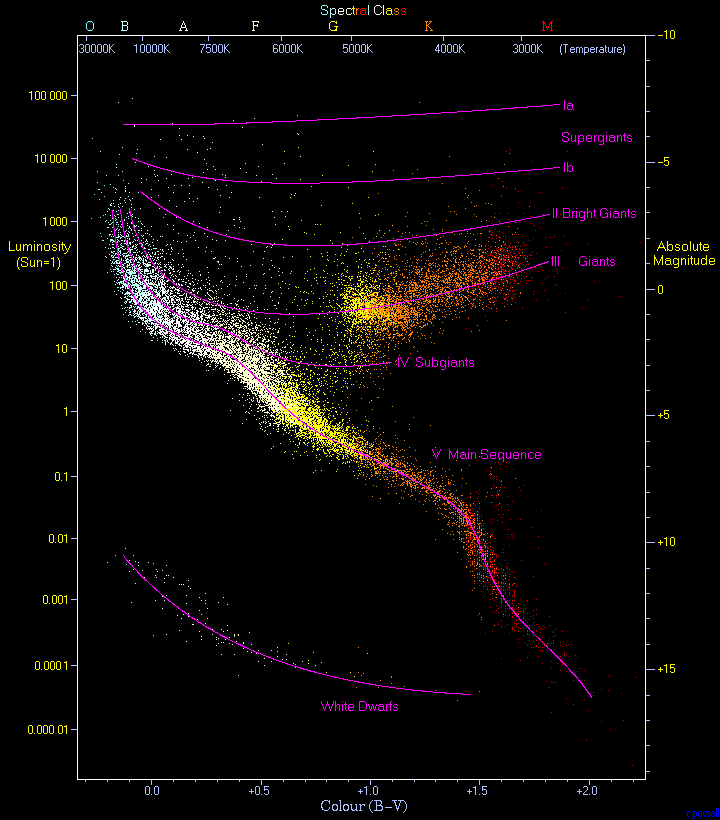
Діаграма Герцшпрунга — Рассела з відзначеними на ній класами світності

Зорі, що відносяться до одного спектрального класу, можуть мати різні світності й абсолютні зоряні величини, тому для повноцінного опису властивостей зорі самого лише спектрального класу недостатньо. Зорі на діаграмі Герцшпрунга — Расселла відмічені спектральним класом і абсолютною зоряною величиною, розподілені не рівномірно, а сконцентровані в кількох областях діаграми. Тому клас світності не безпосередньо пов'язаний зі світністю, а відповідає тій чи іншій ділянці діаграми. У зір одного спектрального класу можуть сильно відрізнятися світності, але клас світності дає змогу розрізняти зорі одного спектрального класу і різних світностей.
Класи світності позначаються римськими цифрами, що ставляться після спектрального класу. Основні класи світності за зменшенням світності:
- I — надгіганти. Вирізняють кілька підкласів:
  - 0, Ia-0 або Ia+ — найяскравіші надгіганти або гіпергіганти.
  - Ia — яскраві надгіганти.
  - Iab — нормальні надгіганти.
  - Ib — надгіганти низької світності.
- II — яскраві гіганти.
- III — гіганти.
- IV — субгіганти.
- V — зорі головної послідовності (карлики). Найчисленніший клас світності: до нього належить 90 % всіх зір [35][36].
- VI — субкарлики.
- VII — білі карлики.

У поодиноких випадках виділяють клас світності VIII, до якого належать ядра планетарних туманностей, що перетворюються на білі карлики.
У кожному класі світності є певний зв'язок між спектральним класом і світністю. Так, зорі головної послідовності тим яскравіші, чим більш ранній спектральний клас: від +16m для зір класу M8V до −5,7m для зір класу O5V.

#### Ефекти світності

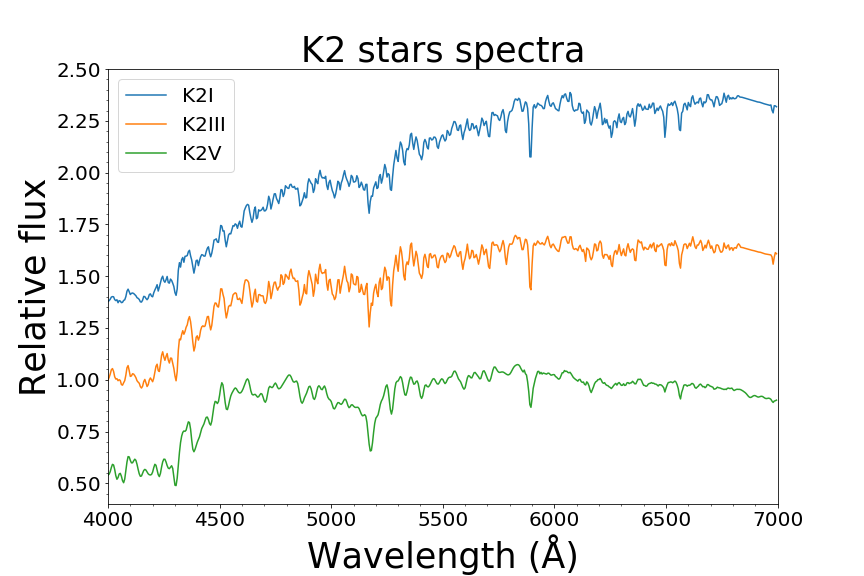
Спектри зір класу K2: надгіганта (синім), гіганта (помаранчевим) та зорі головної послідовності (зеленим). Видно відмінності в глибинах та ширинах спектральних ліній

Зорі того самого спектрального класу, але різних класів світності відрізняються не тільки абсолютною зоряною величиною. Деякі спектральні особливості стають більш вираженими або, навпаки, слабшають під час переходу до яскравіших класів світності. В англійській літературі такі явища називаються ефектами світності (англ. luminosity effects).
Гіганти й надгіганти мають набагато більші розміри, ніж зорі головної послідовності тих самих спектральних класів і приблизно тієї ж маси. Отже, прискорення вільного падіння біля поверхонь яскравих зір виявляється нижчим, тому і густина, і тиск газу там менші, що призводить до появи різних ефектів світності.
Наприклад, один із найпоширеніших ефектів світності полягає в тому, що в яскравіших зір спектральні лінії виявляються вужчими й глибшими. У зорях яскравіших класів світності сильніші лінії іонізованих елементів, а самі ці зорі холодніші й червоніші, ніж у зір головної послідовності тих самих спектральних класів. Усі ці особливості дають змогу лише за виглядом спектра визначати клас світності зорі і, отже, її світність взагалі.

### Додаткові позначення
Якщо спектр зорі має якісь особливості, це позначають додатковою відміткою, що додається до позначення її класу (перед або за ним). Наприклад, якщо в спектрі зорі класу B5 є емісійні лінії, її спектральним класом буде B5e.
| Позначення            | Опис спектра                                                         |
| --------------------- | -------------------------------------------------------------------- |
| c, s                  | Вузькі глибокі лінії                                                 |
| comp                  | Об'єднаний спектр двох зір різних класів (спектрально-подвійна зоря) |
| e                     | Емісійні лінії, зазвичай мають на увазі водень (наприклад, у Be-зір) |
| [e]                   | Заборонені емісійні лінії (наприклад, у B[e]-зір)                    |
| f, (f), ((f)), f*, f+ | Певні емісійні лінії He II та N III у зорях класу O                  |
| k                     | Лінії поглинання міжзоряного середовища                              |
| m                     | Сильні лінії металів                                                 |
| n, nn                 | Широкі лінії (наприклад, через обертання)                            |
| neb                   | Спектр, доповнений спектром туманності                               |
| p                     | Пекулярний спектр                                                    |
| sd                    | Субкарлик                                                            |
| sh                    | Оболонкова зоря                                                      |
| v, var                | Змінний спектральний клас                                            |
| wd                    | Білий карлик                                                         |
| wk, wl                | Слабкі лінії                                                         |
| :                     | Неточність у визначенні класу                                        |

### Проміжні спектральні класи
Іноді спектр зорі виявляє характеристики спектрів різних класів. Наприклад, якщо в спектрі спостерігаються як емісійні лінії, характерні для зорі Вольфа — Рає класу WN6, так і такі, що характерні для блакитного надгіганта класу O2If*, її клас записуватиметься як O2If*/WN6. Такі зорі в англомовних джерелах називаються slash stars (букв. «слаш-зорі»). Якщо ж зоря виявляє проміжні характеристики між двома класами, то може використовуватися як знак /, так і -: наприклад, Проціон має спектральний клас F5V-IV.

## Характеристики зір різних класів

### Клас O

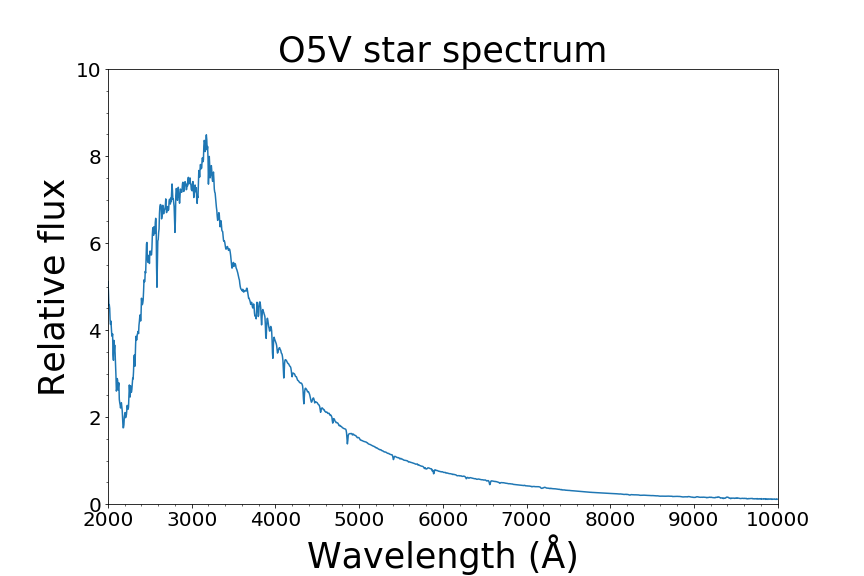
Спектр зорі класу O5V

До спектрального класу O належать найгарячіші зорі. Температура їхньої поверхні становить понад 30 тисяч кельвінів, і вони мають блакитний колір: показник кольору B–V для таких об'єктів становить близько −0,3m.
На відміну від інших спектральних класів, найбільш ранній підклас O — це O2, а не O0, тоді як у минулому використовувалися класи тільки від O5 до O9.
У спектрах зір класу O домінує синє й ультрафіолетове випромінювання. З іншого боку, відмінністю їхніх спектрів є лінії поглинання багаторазово іонізованих елементів: наприклад, Si V і C III, N III і O III. Також потужними є лінії He II — зокрема, серія Пікерінга. Лінії нейтрального гелію та водню помітні, але слабкі. Досить часто спостерігаються емісійні лінії: вони зустрічаються у 15 % зір класів O і B. У багатьох зір у рентгенівському діапазоні спостерігається емісія дуже сильно йонізованих елементів, наприклад Si XV.
У пізніших підкласів порівняно з ранніми збільшується інтенсивність ліній нейтрального гелію і зменшується — іонізованого: відношення їхніх інтенсивностей використовується як один з основних критеріїв для визначення, до якого підкласу належить зоря. Залежно від того, які саме спектральні лінії беруться, інтенсивності ліній нейтрального та йонізованого гелію стають рівними в підкласах O6—O7. У зорях класу O3 лінії нейтрального гелію виявити не вдається.
До цього класу належать в основному наймасивніші й найяскравіші зорі. Вони живуть короткий час і дають значний внесок у світність (але не в масу) галактик, де такі зорі, зокрема, окреслюють структуру спіральних рукавів і відіграють основну роль у збагачення галактик деякими елементами, як-от кисень. Подібні фізичні й спектральні характеристики мають зорі ранніх підкласів B, тому вони часто поєднуються з зорями класу O під загальною назвою «OB-зорі». Це позначення, незважаючи на назву, не включає пізніх підкласів B: серед зір головної послідовності до неї належать зорі, не пізніші від B2, але для яскравіших класів світності ця межа зміщується до пізніших підкласів.
До зір класу O належать, наприклад, Альфа Жирафа — надгігант класу O9Ia, а також Тета Оріона C — зоря головної послідовності класу O7Vp.

### Клас B

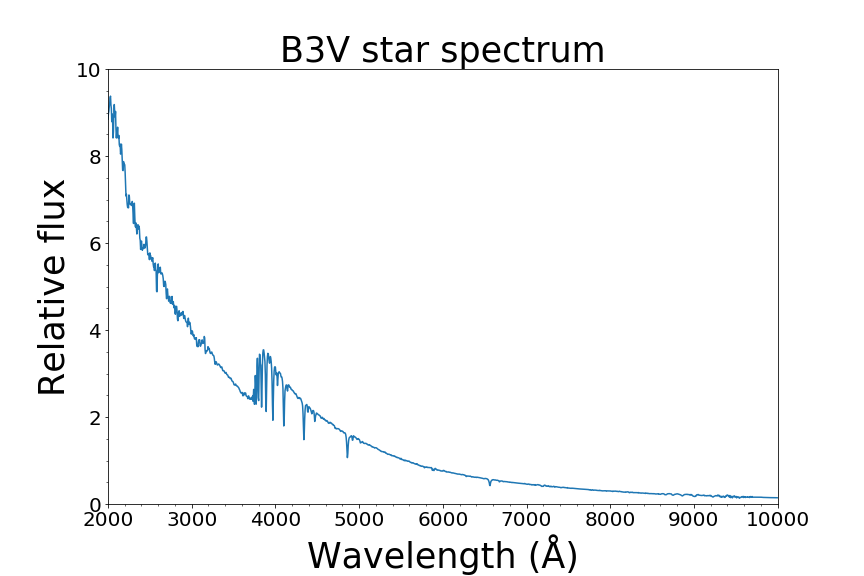
Спектр зорі класу B3V

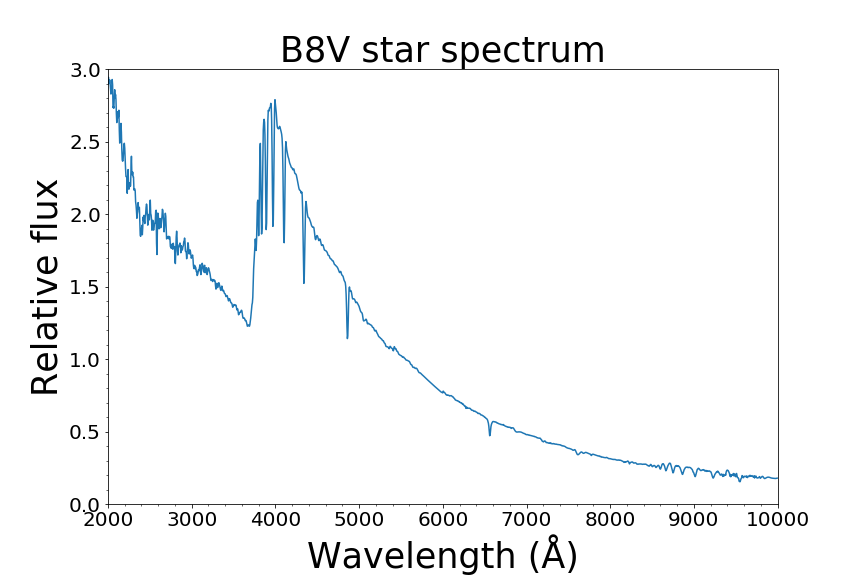
Спектр зорі класу B8V

Зорі спектрального класу B мають нижчі температури, ніж зорі класу O: від 10 до 30 тисяч кельвінів. Вони мають біло-блакитний колір і показник кольору BV близько −0,2m.
Як і в класу O, у зір класу B у спектрах є лінії іонізованих елементів, наприклад O II, Si II і Mg II. Однак у спектрах зір класу B практично немає ліній He II — лише в ранніх підкласах, не пізніше B0.5, можуть спостерігатися слабкі лінії. Лінії нейтрального гелію, навпаки, дуже сильні й досягають максимуму своєї інтенсивності в підкласі B2, але в пізніх підкласах значно слабшають. Також добре помітні лінії водню, зокрема серія Бальмера, які посилюються до пізніх спектральних класів. У зір класу B також часто зустрічаються емісійні лінії.
До надгігантів класу B належить Рігель (B8Iae). Прикладом гіганта класу B може бути Тау Оріона (B5III), а до зір головної послідовності класу B відносяться Ета Возничого (B3V) і 18 Тельця (B8V).

### Клас A

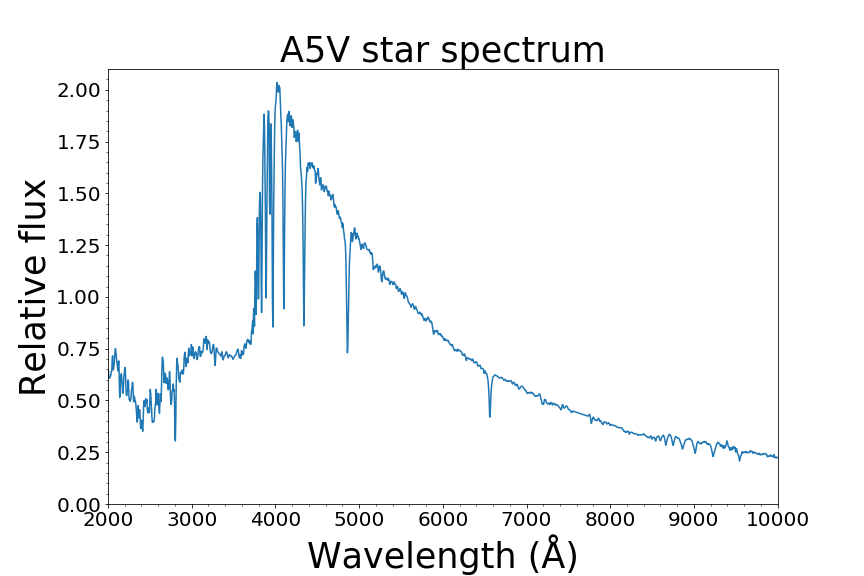
Спектр зорі класу A5V

Зорі спектрального класу A мають температури в діапазоні 7400—10000 K. Їхні показники кольору B–V близькі до нуля, а колір здається білим.
У спектрах зір класу A дуже сильні лінії водню в серії Бальмера, які досягають максимуму інтенсивності в підкласі A2. Інші лінії набагато слабші й можуть бути практично непомітні. До пізніх класів посилюються лінії Ca II і з'являються лінії деяких нейтральних металів. Лінії нейтрального гелію відсутні у всіх підкласів, крім найбільш раннього — A0, де вони можуть бути ледь помітні. Проте спектри зір класу A досить різноманітні. Наприклад, понад 30 % зір класу A є хімічно пекулярними: мають сильний дефіцит металів чи, навпаки, надлишок тих чи інших елементів. Також часто трапляються зорі класу A зі швидким обертанням, яке відповідним чином змінює спектр і робить зорю яскравішою. З цієї причини головну послідовність для зір класу A іноді поділяють на два підкласи світності: яскравіший Va і тьмяніший Vb.
До зір головної послідовності класу A належать, наприклад, Вега (A0Va) і Денебола (A3Va). Приклад гіганта цього класу — Тубан (A0III), надгіганта — Ета Лева (A0Ib).

### Клас F

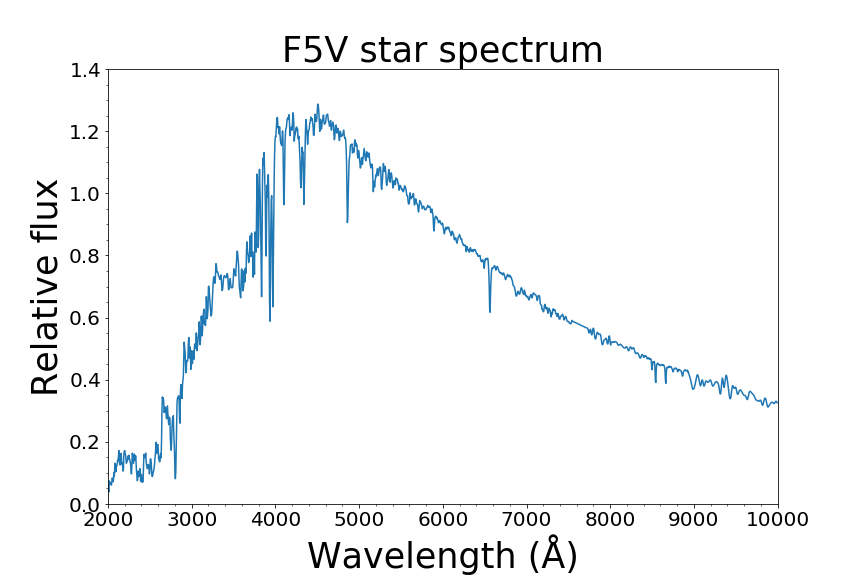
Спектр зорі класу F5V

Температури зір класу F лежать у діапазоні 6000—7400 K. Їхні показники кольору B–V — близько 0,4m, а колір — жовто-білий.
У спектрах цих зір видно лінії йонізованих і нейтральних металів, як-от Ca II, Fe I, Fe II, Cr II, Ti II. У пізніших підкласів вони виявляються сильнішими, а лінії нейтрального водню — слабшими. У зір підкласів, пізніших за F5, є конвективна оболонка, тому надлишок чи нестача тих чи інших елементів на поверхні зникає завдяки перемішуванню з глибшими шарами. Таким чином, хімічно пекулярних зір у пізньому класі F практично немає, на відміну від класу A.
На точці повороту для популяцій галактичного гало і товстого диска розташовуються зорі класу, не ранішого, ніж F. Таким чином, цей клас — ранній для зір населення II, що перебувають на головній послідовності.
Прикладом зорі головної послідовності класу F може служити Проціон (F5IV-V), гіганта — Епсілон Пегаса (F8III), до надгігантів класу F належать Арнеб (F0Ia) і Везен (F8Ia).

### Клас G

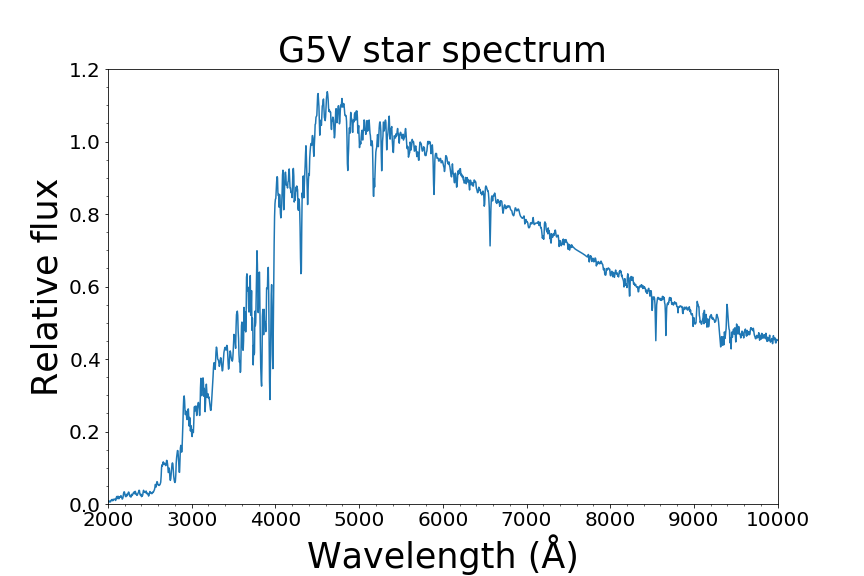
Спектр зорі класу G5V

У зір класу G температури становлять 5000—6000 K. Колір таких зір — жовтий, показники кольору B–V становлять близько 0,6m.
У спектрах таких зір найкраще помітні лінії металів, зокрема заліза, титану і особливо лінії Ca II, що досягають максимуму інтенсивності в підкласі G0. У спектрах зір-гігантів видно лінії ціану. Лінії водню слабкі й виділяються серед ліній металів. Лінії металів посилюються до пізніх спектральних підкласів.
До класу G належить Сонце, завдяки чому зорі класу G головної послідовності становлять додатковий інтерес. Крім того, зорі-карлики класів G і K вважаються найкращими кандидатами для виникнення й розвитку життя в їхніх планетних системах.
Крім Сонця, що має клас G2V, до карликів класу G належить, наприклад, Каппа¹ Кита (G5V). До гігантів належить Каппа Близнят (G8III-IIIb), а до надгігантів — Мебсута (G8Ib).

### Клас K

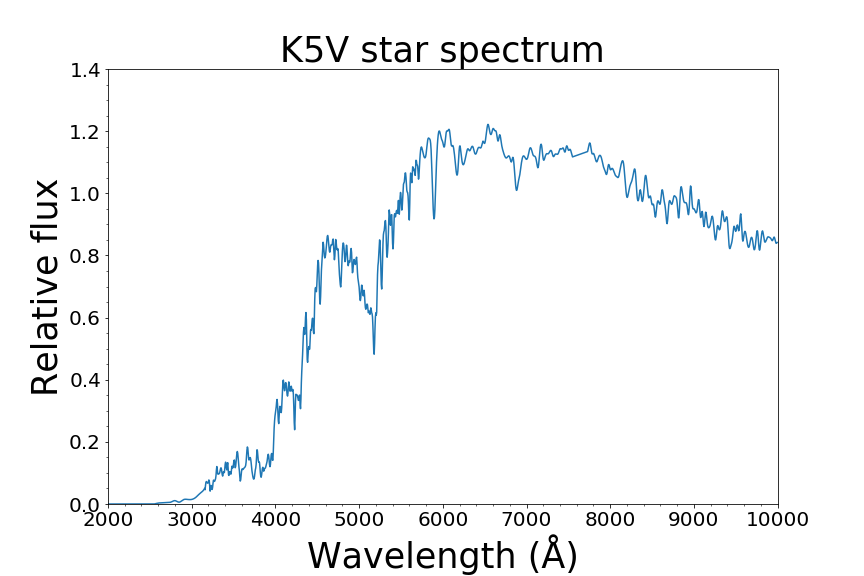
Спектр зорі класу K5V

Зорі класу K мають поверхневу температуру 3800—5000 K. Їхній колір ― помаранчевий, а показники кольору B-V близькі до 1,0m.
У спектрах таких зір добре помітні лінії металів, зокрема Ca I, та інших елементів, які видно у зір класу G. Лінії водню дуже слабкі та практично непомітні на тлі численних ліній металів. З'являються широкі смуги поглинання молекул: наприклад, смуги TiO з'являються в підклас K5 і в пізніших. Фіолетова частина спектра досить слабка. Загалом до пізніших підкласів лінії металів продовжують посилюватись.
Прикладом зорі головної послідовності класу K може бути Епсилон Ерідана (K2V), до гігантів відносяться Арктур (K1.5III) і Етамін (K5III), а до надгігантів — Дзета Цефея (K1.5Ib).

### Клас M

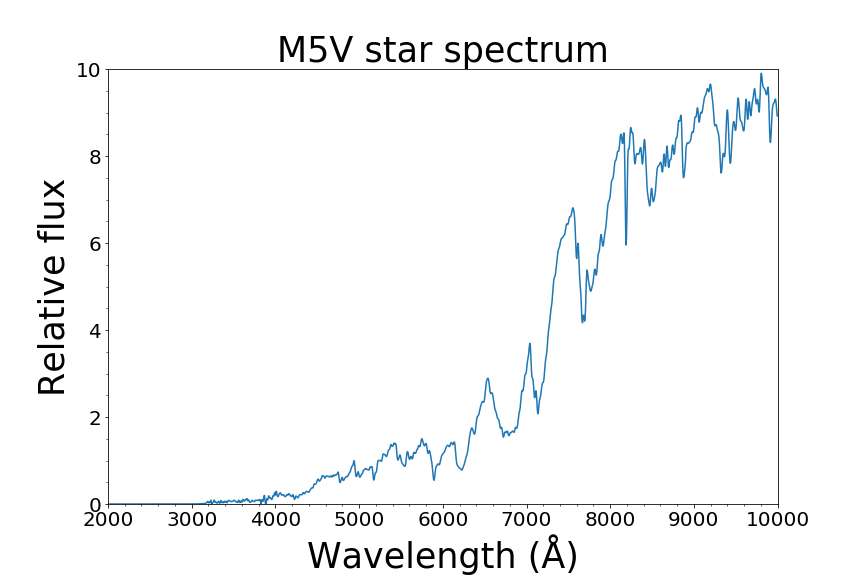
Спектр зорі класу M5V

Температура зір класу M складає 2500—3800 K. Вони мають червоний колір, їх показники кольору B-V — близько 1,5m.
Спектри цих зір перетнуті молекулярними смугами поглинання TiO та інших молекулярних сполук. Також спостерігається безліч ліній нейтральних металів, у тому числі лінія Ca I найсильніша. Смуги TiO посилюються у пізніх підкласів.
Усього зір класу M більше, ніж решти зір, разом узятих ― 73 % від загальної кількості. Гіганти та надгіганти цього класу часто змінні, причому їх змінність дуже довгоперіодична, наприклад, як у Міри.
До зір головної послідовності класу M можна віднести 40 Ерідана C (M4.5V), прикладом гіганта служить Шеат (M2.5II-III), а надгіганта — Бетельгейзе (M1-M2Ia-Iab).

### Класи вуглецевих та цирконієвих зір
Вуглецеві та цирконієві зорі відносять, відповідно, до класів C і S. Зорі цих класів найчастіше мають приблизно ті ж поверхневі температури, що і зорі класу M, червоний колір та їх показники кольору B-V — близько 1,5m. Ці класи зазвичай розглядаються в послідовності основних класів як відгалуження від класу K або G.
Спектри вуглецевих та цирконієвих зір також схожі на спектри зір класів пізнього G, K і M. Відмінності від них у зір класу S у тому, що замість смуг TiO у їхньому спектрі найсильніше виражені смуги ZrO. Також спостерігаються смуги інших сполук: YO, LaO. У спектрах зір класу C замість смуг TiO також спостерігаються лінії атомарного вуглецю та деяких його сполук, наприклад, C2, CN, CH.
У минулому замість класу C використовувалися два класи: гарячіший клас R і холодніший N, але виявилося, що вони деякою мірою перекриваються, що призвело до об'єднання їх у загальний клас. Однак надалі з'ясувалося, що зорі цього класу можуть мати різну природу та спектральні особливості, і з урахуванням того, що класи світності для них не використовуються, було виділено кілька підтипів цього класу:
- C-R приблизно відповідає застарілому класу R.
- C-N приблизно відповідає застарілому класу N.
- У спектрах C-J сильні лінії ізотопу вуглецю 13C.
- У спектрах С-Н сильні лінії з'єднання СН.
- У спектрах C-Hd слабкі лінії водню та його сполук.

Серед зір класів C і S найбільш відомі гіганти та яскраві гіганти — зорі асимптотичної гілки гігантів, у яких вміст вуглецю на поверхні сильно збільшується на цій стадії. Будучи спочатку зорями класу M, вони перетворюються на зорі класу S, а потім переходять у клас C, тому в класифікації іноді використовують проміжні класи MS і SC. Проте відомі й вуглецеві зорі-карлики, яких, можливо, навіть більше, ніж гігантів.
Прикладом вуглецевої зорі є U Жирафа, а цирконієвої — S Великої Ведмедиці.

### Класи коричневих карликів
Коричневі карлики — об'єкти, недостатньо масивні для того, щоб підтримувати термоядерний синтез гелію у своїх надрах тривалий термін. Вони тьмяніші і холодніші за червоні карлики, тому для них використовують інші спектральні класи: L, T, Y в порядку зниження температури. Ця послідовність сприймається як продовження основних класів після M. Наймасивніші коричневі карлики можуть відноситися і до класу M, але не раніше підкласу M7.
Коричневі карлики мають темно-червоний колір, лінії TiO зникають у зорях раннього класу L. Зорі класу L мають температури в діапазоні 1300—2500 K, у спектрах присутні лінії лужних металів, наприклад, натрію і рубідію. У карликів класу T температури становлять 600—1300 K, а спектри відрізняються наявністю ліній метану. Нарешті, температура карликів класу Y не перевищує 600 K, а в їх спектрах видно смуги поглинання води та аміаку.

### Класи зір Вольфа— Рає

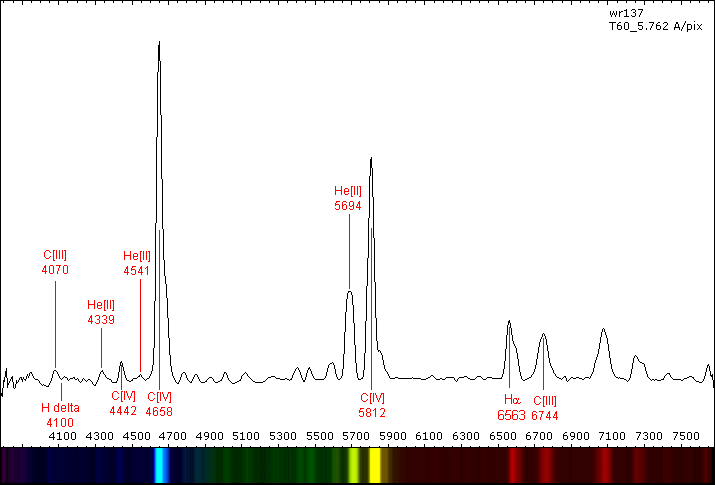
Спектр зорі Вольфа — Рає

Зорі Вольфа — Рає — клас яскравих, масивних зір із температурами понад 25 тис. K, які виділяються в окремий спектральний клас W або WR.
Головна особливість спектрів таких зір — яскраві та широкі емісійні лінії HI, He I—II, N III—V, C III—IV, O III—V. Їх ширина може становити 50—100 ангстрем, а в максимумі лінії інтенсивність випромінювання може в 10—20 разів перевищувати інтенсивність сусідніх ділянок неперервного спектра.
За видом їх спектрів зорі Вольфа — Рає поділяються на три підтипи: WN, WC, WO. У спектрах зір цих підтипів, відповідно, домінують лінії азоту, вуглецю та кисню. Розподіл на підкласи відрізняється від прийнятого для основних спектральних класів: використовують підкласи від WN2 до WN11, від WC4 до WC9 і від WO1 до WO4.
Зорі Вольфа — Рає — це центральні частини масивних зір класу O, які втратили водневу оболонку через сильний зоряний вітер або вплив компаньйона в тісній подвійній системі. У процесі еволюції зорі переходять із класу WN у WC, а потім у WO.

### Класи білих карликів та планетарних туманностей
Часто білі карлики розглядаються не як окремий клас світності, а як окремий спектральний клас D. Їх спектри виділяються набагато ширшими лініями поглинання, ніж в інших зір. В іншому ж спектри цих зір можуть сильно відрізнятися, тому існує 6 основних підтипів класу D:
- У спектрах DA спостерігаються лише водневі лінії серії Бальмера.
- У спектрах DB присутні лінії He I[ком. 2].
- У спектрах DC глибина ліній становить трохи більше 5 % від інтенсивності неперервного спектра.
- У спектрах DO сильні лінії He II, разом із ними спостерігаються лінії He I і H.
- У спектрах DZ спостерігаються лінії елементів, важчих за гелій, а лінії водню та гелію відсутні.
- У спектрах DQ є лінії атомів чи молекул вуглецю.

У випадку, якщо в спектрі білого карлика є лінії, які зустрічаються у різних підтипів, використовується кілька відповідних літер додатково до D: наприклад, якщо в спектрі видно лінії вуглецю, кисню та іонізованого гелію, то клас позначатиметься як DZQO.
У широкому діапазоні варіюють і значення температур білих карликів: від кількох тисяч до ста тисяч кельвінів. Підклас білого карлика визначається ефективною температурою, і, наприклад, для білих карликів класу DA можуть існувати підкласи від 0.1 (записується як DA.1) до 13.
Білі карлики — залишки зір, що мають розміри порядку земної, а масу — порядку сонячної. Ширина їх ліній поглинання викликана великим прискоренням вільного падіння на їх поверхні.
До білих карликів належить, наприклад, Сіріус B, що має клас DA1.9, а також Проціон B класу DQZ.
Планетарним туманностям присвоюється окремий клас P, а їхні центральні зорі, які перетворюються на білі карлики, можуть класифікуватися разом з іншими об'єктами: з білими карликами, з субкарликами класу O чи навіть зі зорями Вольфа — Рає.

### Класи нових та наднових зір
Для позначення нових зір використовується клас Q, але існує й докладніша класифікація, яка враховує криву блиску та вид спектра нової після максимуму блиску. Спектри нових зір у максимумі блиску є неперервними з лініями поглинання, схожими на спектри надгігантів класу A або F, але з падінням яскравості у них з'являються емісійні лінії.
Наднові зорі в першу чергу діляться за наявністю спектральних ліній водню: за їх наявності наднова належить до типу II, за відсутності — до типу I. Наднові типу I також поділяються на типи Ia, Ib, Ic: у спектрах наднових типу Ia є лінії Si II, а спектри Ib та Ic відрізняються, відповідно, наявністю або відсутністю ліній He I. Наднові типу II в основному відрізняються кривими блиску, але є відмінності й у спектрах: наприклад, у наднових типу IIb спектри з часом стають схожими на спектри класу Ib, а спектри з аномально вузькими лініями поглинання виділяють у клас IIn.
І нові, і наднові зорі — катаклізмічні змінні, що різко підвищують свою світність, яка потім поступово падає. У нових зір це відбувається внаслідок термоядерного вибуху на поверхні білого карлика, який перетягнув достатню кількість речовини із зорі-компаньйона. Спалахи наднових можуть бути викликані різними механізмами, але вони у будь-якому випадку, на відміну від нових зір, призводять до руйнування самої зорі.

## Історія

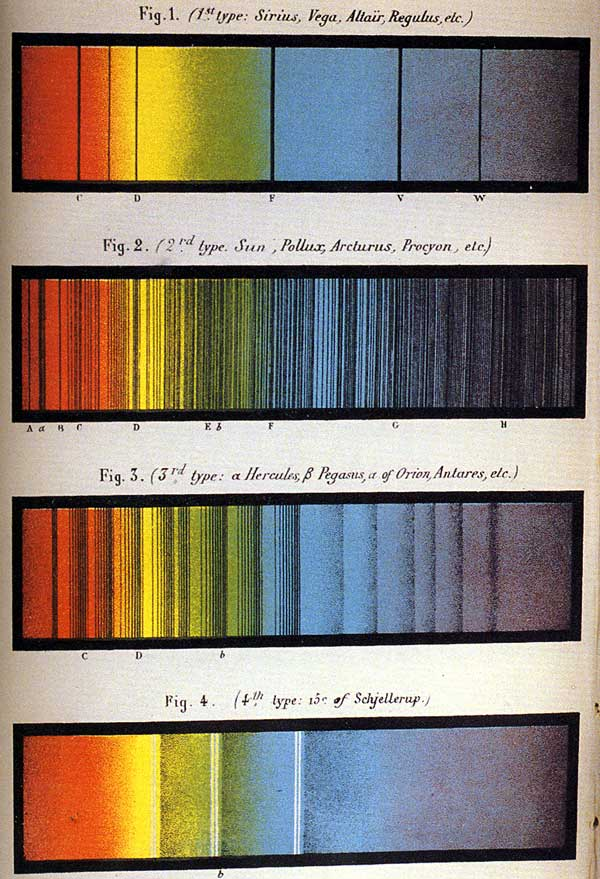
Класи Анджело Секкі

Передумовою створення спектральної класифікації зір стала поява спектроскопії. Ще в 1666 році Ісаак Ньютон спостерігав спектр Сонця, але першого серйозного результату було досягнуто в 1814 році, коли Йозеф Фраунгофер виявив у спектрі Сонця темні лінії поглинання, які згодом стали називатися фраунгоферовими. В 1860 Густав Кірхгоф і Роберт Бунзен визначили, що ці лінії породжуються певними хімічними елементами.

### Класи Секкі
Анджело Секкі у 1860-х роках зробив одну з перших спроб класифікації зір за їхніми спектрами. У 1863 році він розділив зорі на два класи: I, що відповідає сучасним раннім класам, і II, що відповідає пізнішим класам. У наступні роки Секкі ввів клас III, до якого потрапили зорі класу M, а потім клас IV, до якого потрапили вуглецеві зорі. Нарешті, для зір з емісійними лініями він виділив клас V.
Секкі не був першим, хто класифікував зоряні спектри — водночас цим займалися такі вчені як Джованні Донаті, Джордж Ері, Вільям Гаґґінс і Льюїс Резерфорд, і вони також зробили помітний внесок у їх вивчення. Проте серед сучасників Секкі досяг найбільших успіхів у спостереженнях. Він класифікував близько 4000 зір, і саме його класифікація найширше використовувалася в другій половині ХІХ століття.

### Гарвардська класифікація
Наприкінці XIX та на початку XX століття спектральну класифікацію розробляли астрономи Гарвардської обсерваторії. У 1872 році Генрі Дрейпер зробив першу фотографію спектра Веги, але масштабна робота почалася з 1885 року, коли директор обсерваторії, Едуард Пікерінг, організував спектроскопічний огляд всього неба.
Аналіз спектрів був доручений Вільяміні Флемінг, і в 1890 році з'явився перший каталог, у якому понад 10 тисяч зір були розділені на 16 класів. Класи позначалися латинськими літерами від A до Q з пропуском J, причому 13 з них були підтипами перших чотирьох класів Секкі, а класи йшли в порядку послаблення ліній водню. Частина цих класів збереглася і в сучасній класифікації, хоча від деяких згодом відмовилися: наприклад, до класу C належали зорі з подвійними лініями, поява яких насправді виявилася помилкою приладів.
Антонія Морі в той самий час працювала з детальнішими спектрами яскравіших зір, які вона розділила на 22 класи від I до XXII. У її класифікації першим класом став той, який відповідав сучасному класу B, тоді як у попередніх класифікаціях таким вважався клас A, бо він мав найсильніші лінії водню. Крім того, у класифікації Морі вперше враховувався вид ліній: розглядалися лінії середньої ширини, розмиті чи вузькі. Незважаючи на ці нововведення, класифікація не набула подальшого розвитку.
Далі важливий внесок зробила Енні Кеннон. Вона доопрацювала алфавітну схему класифікації Флемінг: зокрема, частина класів була відкинута, інші були розставлені в порядку зниження температури. Послідовність основних класів набула сучасного вигляду — O, B, A, F, G, K, M. Крім того, Кеннон додала підкласи, і до 1912 року система класифікації була завершена. В 1922 система була прийнята Міжнародним астрономічним союзом, а до 1924 був повністю опублікований каталог Генрі Дрейпера, у якому класифікувалися понад 225 тисяч зір. Сама система отримала назву Гарвардської класифікації або системи Дрейпера.

### Єркська класифікація
У період, коли розроблялася Гарвардська класифікація, стало відомо, що світності у зір одного класу можуть відрізнятися, причому спектри яскравіших і тьмяніших зір також виявляються різними. Це вказувало необхідність уточнення класифікації.
Після цього Вільям Морган виявив, що в кожній групі на діаграмі Герцшпрунга — Рассела у зір практично однакове прискорення вільного падіння, яке може бути виміряно за шириною спектральних ліній. Таким чином, класифікація зір по ширині спектральних ліній виявилася зручною. У 1943 році Морган і двоє колег — Філіп Кінан та Едіт Келлман опублікували Атлас зоряних спектрів, у якому вводилися класи світності та детально розглядалися ефекти світності. Ця система стала називатися Єркською класифікацією за назвою Єркської обсерваторії, де вона була розроблена, або системою Моргана — Кінана.

### Подальший розвиток
Єркська класифікація швидко стала важливим інструментом для астрономії та використовується досі, але з моменту створення до неї вносилися зміни. Так, наприклад, після відкриття коричневих карликів в 1994 для цих об'єктів ввели клас L, а потім класи T і Y. Також на класифікацію вплинуло збільшення точності спектроскопії. Спектральний клас O, найбільш раннім підкласом якого спочатку був O5, 2002 року був розширений до підкласу O2.